# O Fim do Furacão
O Fim do Furacão é o terceiro álbum de estúdio da banda Replace, lançado em 16 de Setembro de 2011.